# Fantagio
Fantagio（ファンタジオ、朝: 판타지오、英: Fantagio Corp.）は、韓国の芸能事務所、制作プロダクションである。2008年9月にNOAエンターテインメントとして設立された後、2011年6月にFantagioへ改名したLIPS ONE MUSIC GROUP準会員。

## 所属

### 俳優・女優
- イ・ソヨン（2014年 - 現在）
- イ・ユヨン（2012年 - 現在）
- イム・ヒョンソン
- ウン・ヘソン（2017年 - 現在）
- オン・ソンウ
- カン・ヘリム
- キム・ドヨン（英語版）
- キム・ヒョンソ（2017年 - 現在）
- ジン・スヒョン
- チェ・ジュニョン
- チェ・ジュファ
- チェ・ユンラ
- チ・ゴヌ（2017年 - 現在）
- チュ・イェジン（英語版）
- チョ・ヨンミン
- パク・ギョンスン
- ハン・ギチャン
- ユ・ナギョル（2014年 - 現在）
- ユン・ジョンヒョク（2017年 - 現在）
- チョン・ミンギュ（BOYSPLANET出演）
- ジンジン
- チャウヌ
- ムンビン
- パク・ミニョク
- キム・ミョンジュン
- ユンサナ

### ミュージシャン
グループ
- ASTRO
- LUN8

ユニット
- MOONBIN & SANHA
- JINJIN & ROCKY

ソロ
- オン・ソンウ
- イ・チャンソプ(BTOB)（2023年 - 現在）
- チェ・ユジョン（元Weki Meki）
- キム・ドヨン（元Weki Meki）

## 過去の所属

### 俳優・女優
- アリス（2012年 - 2020年）
- イ・チョニ（英語版）
- イ・テファン（英語版）（2013年 - 2020年）
- イ・ソヨン（2014年 - 2017年）
- イム・スジョン（ - 2014年）
- カン・チャニ（2009年 - 2013年）
- カン・テオ（2013年 - 2020年）
- カン・ハンナ（2013年 - 2020年）
- キム・スンス（英語版）（2008年 - 2015年）
- キム・セロン（2009年 - 2016年）
- キム・ソウン（2008年 - 2016年）
- キム・ソナ（2014年 - 2015年）
- キム・ソヒョン（ - 2015年）
- キム・ソンギュン（2012年 - 2018年）
- キム・ダヒョン（1999年 - 2014年）
- キム・ミンジ（英語版）（2011年 - 2013年）
- キム・ヨンエ（2008年 - 2016年）
- クォン・ナラ
- コン・ヒョジン
- コンミョン（2017年 - 2020年）
- コン・ユ
- ソ・ガンジュン（2013年 - 2020年）
- ソン・ユリ（2014年 - 2015年）
- チ・ジニ（2009年 - 2013年）
- チャ・インハ（2017年 - 2019年）
- チャヌ（英語版）（2010年 - 2013年）
- チュ・ジンモ（ - 2016年）
- チョ・ユニ
- チョン・イル（2010年 - 2012年）
- チョン・ギョウン（2008年 - 2016年）
- チョン・ギョンホ（2008年 - 2015年）
- ハ・ジョンウ（2002年 - 2016年）
- パク・ソルミ
- ファン・ボラ（英語版）（2014年 - 2016年）
- ユイル（英語版）（2013年 - 2020年）
- ユン・スンア（2010年 - 2016年）
- ヨム・ジョンア（2004年 - 2017年）

### ミュージシャン
- HELLOVENUS（2012年 - 2019年）
- 5urprise（英語版）（2013年 - 2020年）
- Weki Meki（2017年 - 2024年）

## 子会社

### Madin Entertainment
2011年1月、演技マネジメント部門であるMadinエンターテインメントを設立した。2015年の時点で、50名以上の俳優・女優が所属している。

### Fantagio Pictures
2011年11月に設立された映画・テレビドラマの制作部門であり、他の子会社であるFantagio Music、Solid C&Mとともに設立された。以下の作品の制作または共同制作を行っている。
- あなたの初恋探します（2010年）
- トガニ 幼き瞳の告発（2011年）
- ラブ・フィクション（2012年）
- アドレナリン（XtvN連載 / 2012年）
- 577 Project（2012年）
- 放課後のくじ引き（2012年）
- ローラーコースター!（2013年）
- ずる賢いバツイチの恋（韓国文化放送連載 / IOK Mediaとの協同制作 / 2014年）
- LIAR GAME（tvN連載 / Apollo Picturesとの協同制作 / 2014年）
- ASTROのTO BE CONTINUED（2015年）
- アイドル代行します!（2017年）

### fantagio music
レコードレーベルおよび音楽制作部門である。2012年5月9日、Pledisエンターテインメントとの合弁会社であるトライセルメディアの一員として、6人組女性アイドルグループHELLOVENUSを輩出。同グループは2019年に解散した。 2013年9月、俳優部門に所属する5人組ボーイズグループ5urpriseを輩出。2016年2月23日、6人組男性アイドルグループASTROを輩出。2017年8月8日には、8人組女性アイドルグループWeki Mekiを輩出した。

### Solid C&M
外食フランチャイズ事業、教育事業、流通事業、その他の事業を展開する事業部門である。2012年9月には「Cafe Fantagio」がスタートし、デザートレストランのフランチャイズ「Mango Six」にも出資している。2013年3月4日、映画やメディア関係の授業などのカリキュラムを通じて、将来のタレントマネージャーを育成することを目的とした「Fantagio's Manager Training Academy」を設立した。